# Palazzo Altoviti Sangalletti
Palazzo Altoviti Sangalletti si trova in via de' Tornabuoni 10-14 a Firenze, separato da una stretta intercapedine da palazzo Strozzi.
La famiglia Altoviti Sangalletti aveva numerosi possedimenti nella zona, come anche l'attiguo palazzo Medici Tornaquinci, che tennero dal 1610 al 1835.

## Descrizione
L'edificio ha un aspetto dovuto ai restauri del 1827, ad opera dell'architetto Giovan Battista Silvestri, che inglobarono più di un edificio preesistente, come si nota ancora oggi dalla facciata unificata solo al piano terra. Al pian terreno una serie di archi introducono infatti agli esercizi commerciali e alle abitazioni, con un finto bugnato che riproduce grossi blocchi di pietra disposti a raggiera attorno agli archi. Le chiavi di volta sono sottolineate da eleganti volute, mentre tra arco ed arco sono inserite le mezzelune, omaggio allo stemma degli Strozzi.
Il palazzo è famoso per avere ospitato il Gran Caffè Doney, ritrovo della bella società fiorentina dal periodo di Firenze capitale fino alla seconda guerra mondiale. Fu proprio in occasione dello spostamento del Caffè dalle Cascine alla sede di via Tornabuoni vicino al Consolato inglese, che il palazzo venne restaurato allo stesso Silvestri, creando il salone con le quattro colonne, che valsero al caffè il nome alternativo di "Caffè delle Colonne".
Nel palazzo visse e morì il musicista Mikhal Kleafas Oghinski, ricordato da una targa bilingue (in italiano e bielorusso) sulla facciata.